# Lamproxynella dyscola
Lamproxynella dyscola är en tvåvingeart som först beskrevs av Friedrich Georg Hendel 1914.  Lamproxynella dyscola ingår i släktet Lamproxynella och familjen borrflugor.
Artens utbredningsområde är Bolivia. Inga underarter finns listade i Catalogue of Life.